# Xeloma maura
Xeloma maura är en skalbaggsart som beskrevs av Karl Henrik Boheman 1860. Xeloma maura ingår i släktet Xeloma och familjen Cetoniidae. Inga underarter finns listade i Catalogue of Life.

## Bildgalleri

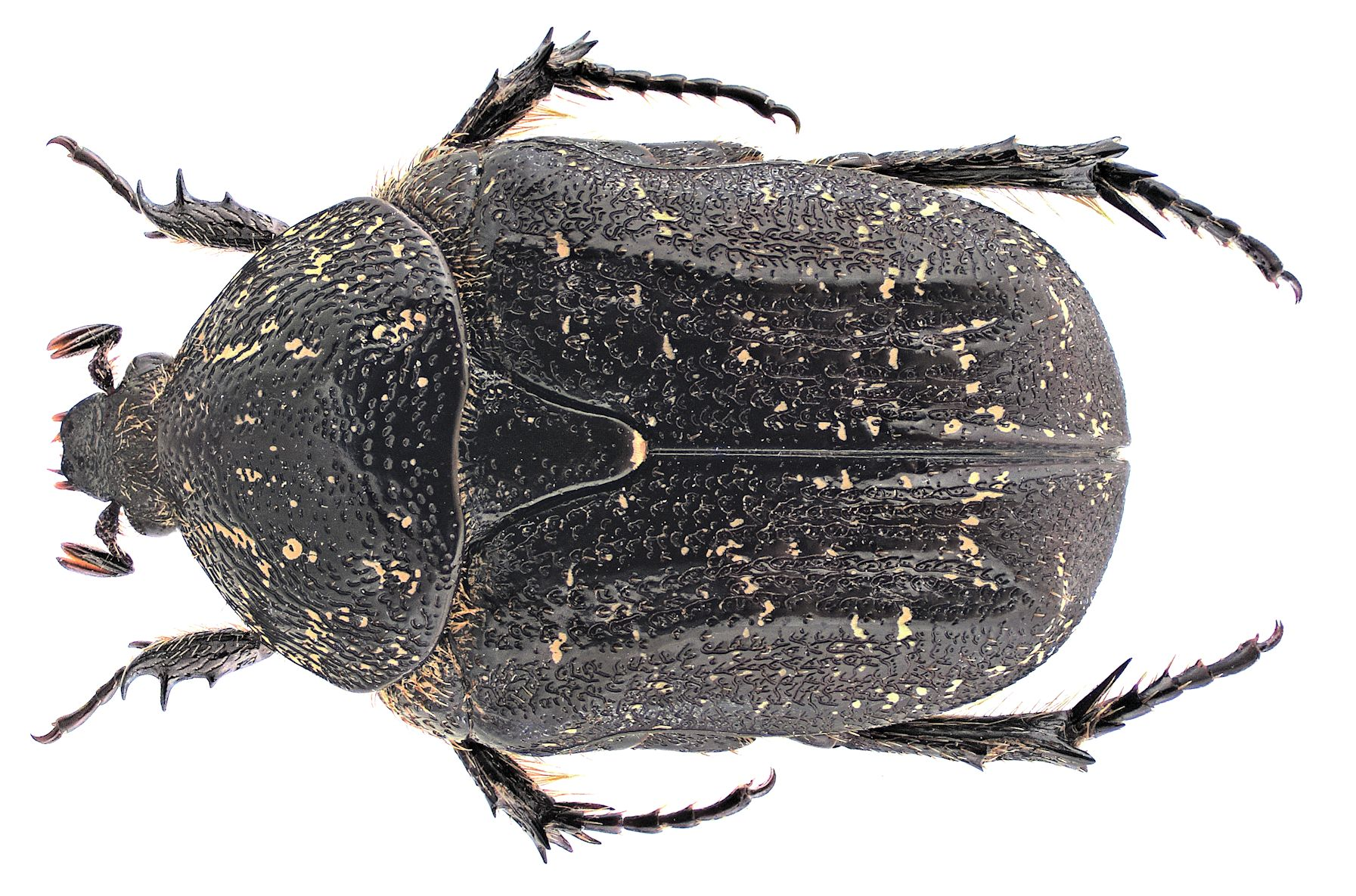